# Marie Danet
Marie Danet, francoska tenisačica, * 20. julij 1877, Maisons-Laffitte, Francija, † 15. februar 1958, Pariz, Francija.
V posamični konkurenci se je leta 1912 uvrstila v finale turnirja za Državno prvenstvo Francije, kjer jo je premagala Jeanne Matthey v dveh nizih. V konkurenci ženskih dvojic se je leta 1922 uvrstila v finale turnirja za Državno prvenstvo Francije skupaj z Marie Conquet.

## Finali Grand Slamov

### Posamično (1)

#### Porazi (1)
| Leto | Turnir                     | Nasprotnica v finalu | Rezultat finala |
| 1912 | Državno prvenstvo Francije | Jeanne Matthey       | 2–6, 5–7        |

### Ženske dvojice (1)

#### Porazi (1)
| Leto | Turnir                     | Partnerica    | Nasprotnici v finalu               | Rezultat finala |
| 1922 | Državno prvenstvo Francije | Marie Conquet | Suzanne Lenglen Germaine Bourgeois | 3–6, 1–6        |